# Halicyclops tetracanthus
Halicyclops tetracanthus är en kräftdjursart som beskrevs av Rocha 1995. Halicyclops tetracanthus ingår i släktet Halicyclops och familjen Cyclopidae. Inga underarter finns listade i Catalogue of Life.